# Айл-Ройал (национальный парк)
Айл-Ро́йял (англ. Isle Royale National Park) — национальный парк, расположенный на территории округа Кивино штата Мичиган (США).

## История
Национальный парк Айл-Ройал основан 3 апреля 1940 года. С 1976 года является одним из объектов Системы национальных территорий (заповедников) дикой природы (National Wilderness Preservation System), а с 1980 года стал частью Всемирной сети биосферных резерватов.

## Описание
Национальный парк Айл-Ройал расположен на одноимённом острове и прилегающих островах, которые омываются озером Верхнее. Из 2 314 км² общей площади парка 540 км² — прилегающая акватория озера Верхнее. Граничит с канадским национальным морским заповедником Озеро Верхнее.
На территории парка расположено 36 палаточных лагерей, организовываются походы пешими туристами по специальным тропам. К некоторым из лагерей можно добраться лишь пешком по тропам или вплавь на каноэ.
До парка можно добраться паромом или пассажирским судном (в течение лета) из портов Хотон (округ Хотон), Куппер-Харбор (Кивино) и Гранд-Потидж (Кук), самолётом (поплавковый гидросамолёт).

## Природа
Территория парка укрыта зоной широколиственными и хвойными лесами, которая является переходом между тайгой на севере и смешанными лесами на юге. Среди форм ландшафта присутствуют болота и заболоченные участки (swamp).
Весной 2008 года в парке насчитывалось 23 волка и приблизительно 650 лосей.
Также на территории национального парка обитают ондатры, норки, лисицы, канадские бобры, красные белки, рукокрылые и другие млекопитающие.